# Walfried Winkler
Walfried Winkler (Chemnitz, 17 maart 1904 - Heßdorf, 14 januari 1982) was een Duits motorcoureur. 

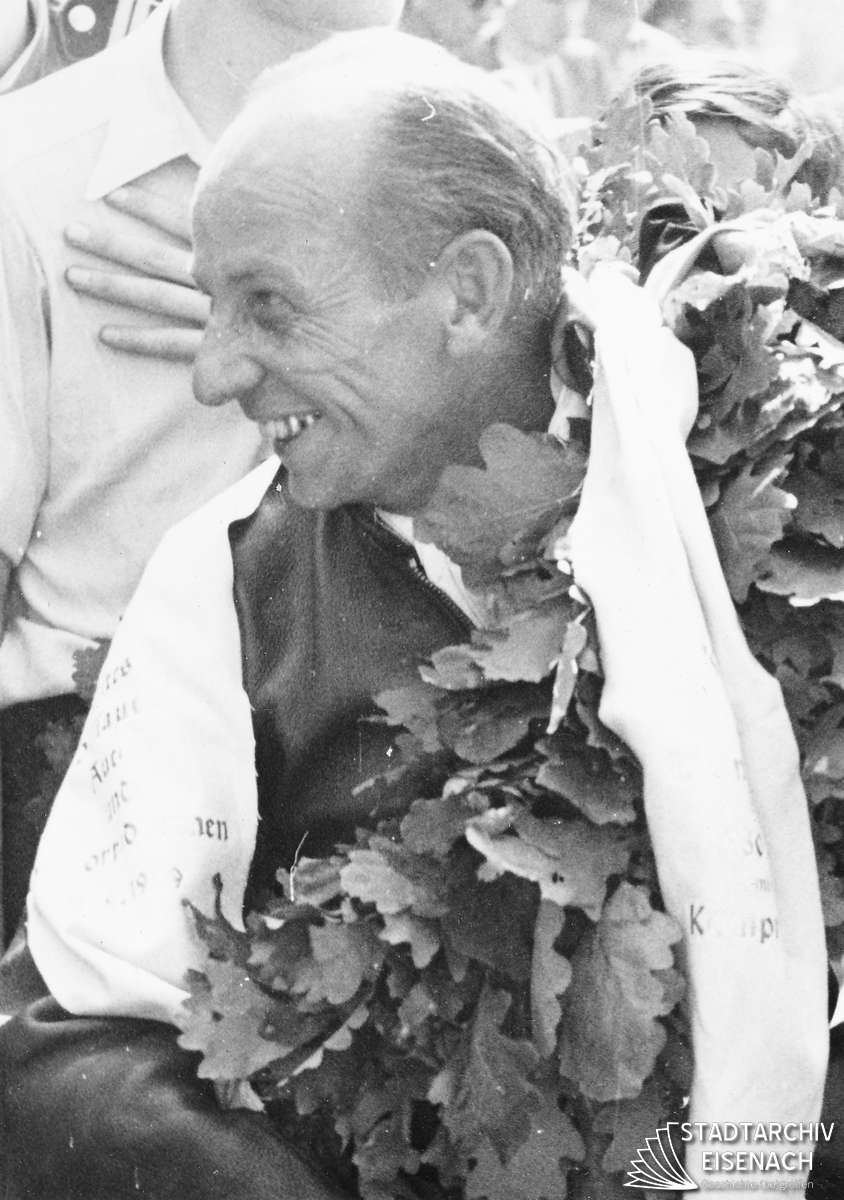
Walfried Winkler in 1949

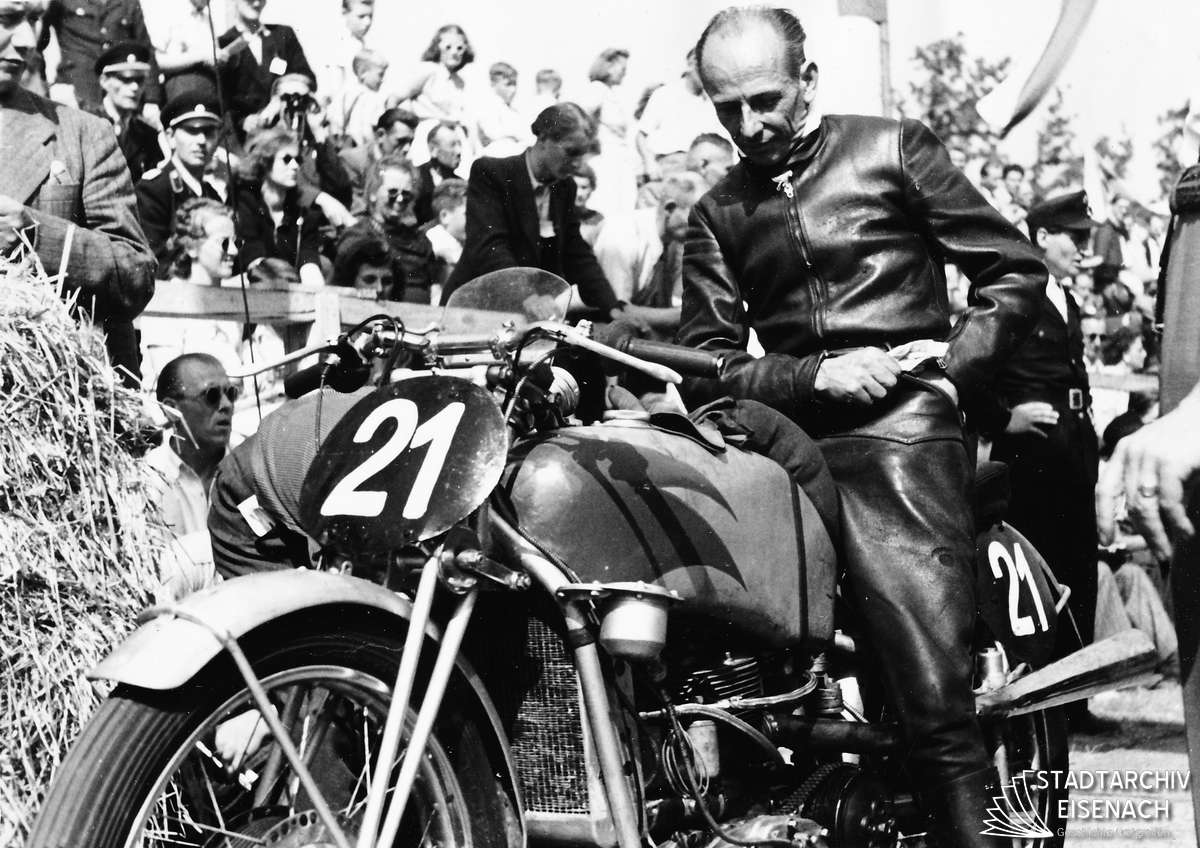
Walfried Winkler op de watergekoelde DKW ULD 250 met compressor

Walfried Winkler was voor de Tweede Wereldoorlog een van de meest succesvolle Duitse coureurs. Hij werd in 1934 Europees kampioen in de 250cc-klasse, werd viermaal Duits wegracekampioen en won de International Six Days Enduro. Ook werd hij tweemaal Duits "Zementbahn"-kampioen en eenmaal Duits kampioen heuvelklim. Hij reed zijn hele carrière voor DKW. 

## Carrière
Walfried Winkler kreeg zijn kans op te gaan racen van een invloedrijke vriend van zijn vader, die hem niet alleen een DKW-racer verschafte maar ook zorgde voor startmogelijkheden. Zijn prestaties waren zo goed dat hij in 1925 werd opgenomen in het fabrieksteam van DKW. 
Winkler werd een belangrijke testrijder en coureur voor DKW, dat slechts enkele kilometers van zijn woonplaats in Zschopau gevestigd was. In 1927 werd hij Duits 250cc-kampioen, een titel die hij in 1928 wist te verdedigen. Zijn beste seizoen was 1934, toen hij de TT van Assen won en daardoor Europees kampioen werd. Hij werd ook weer Duits kampioen 250 cc. 
In 1935 won hij samen met zijn teamgenoten Ewald Kluge en Arthur Geiss de Zilveren Vaas bij de International Six Days Enduro in Oberstdorf. 
In 1938 werd hij voor de vierde keer Duits kampioen met een 350cc-DKW. Hij nam in dat jaar ook deel aan een rijderstest voor de race-afdeling van Auto-Union, maar vanwege zijn tengere bouw verwachtte men niet dat hij een race in de zware racewagens zou volhouden.
Vooral met de 175cc-DKW stelde Winkler een aantal wereldrecords op. Hij won in totaal meer dan 200 races. 
Na de Tweede Wereldoorlog werd hij enkele jaren geïnterneerd in het Speziallager nr. 1 in Mühlberg, een gevangenenkamp in de Sovjet-bezettingszone, waar oud-leden van de Nationaalsocialistische Duitse Arbeiderspartij, maar ook andere politieke tegenstanders werden opgesloten. Na zijn vrijlating reed hij met DKW-fabrieksracers nog een aantal wedstrijden in de Sovjet-bezettingszone en West-Duitsland. 
In 1950 verhuisde hij naar Neurenberg om bij Victoria te gaan werken. In 1952 kwam kreeg hij de leiding over het terreinsportteam. Toen die afdeling en 1957 werd opgeheven ging hij naar de testafdeling van Porsche. Hij werkte daar mee aan de ontwikkeling van de Porsche 911. Ondanks zijn gevorderde leeftijd nam hij met Herbert Linge in 1958 met een Porsche 550 Spyder deel aan de 1.000 kilometer-race op de Nürburgring. In de jaren daarna startte hij nog enkele malen in de 1.000 km-races van de Tour d'Europe.
In 1969 ging hij met pensioen, maar hij bleef tot zijn dood in 1982 met de autosport verbonden. 